# Savoyai Sarolta francia királyné
Savoyai Sarolta (Chambéry, 1441. november 11. – Amboise, 1483. december 1.) francia királyné. Savoyai Lajos ciprusi király húga, valamint Stuart Annabella skót királyi hercegnő és I. Sarolta ciprusi királynő sógornője.

## Élete

### Származása
I. Lajos savoyai herceg és Ciprusi (Lusignan) Anna leánya volt, tizennyolc gyermek sorában a kilencedik, a kilenc leány közül a harmadik. 
Bátyjai
- Amadé (élt: 1435. február 1.–1472. március 30.), IX. Amadé néven Savoya uralkodó hercege 1465-72 között.
- Lajos (élt: 1436. június 5.–1482 augusztusa), 1. felesége Stuart Annabella skót királyi hercegnő, 2. felesége I. Sarolta ciprusi királynő, akitől egy fia született, Savoyai Hugó ciprusi királyi herceg.
- János (élt: 1437–1440)
- Fülöp (élt: 1443. február 5.–1497. november 7.), II. Fülöp néven Savoya uralkodó hercege 1496-97 között.
- Giano (élt: 1440. november 8.–1491. december 22.)
- Péter (élt: 1440-1458. október 21.).

Nővérei
- Mária (élt: 1437-?)
- Margit (élt: 1439-1483. március 9.).

Öccsei
- Giacomo (élt: 1445-1445. június 20.)
- János Lajos (élt: 1447-1482. július 4.), Genf püspöki adminisztrátora, Tarentaise érseke
- Giacomo (élt: 1450. november 12.–1486. január 30.)
- Ferenc (élt: 1454-1490. október 6.).

Húgai
- Aimone (élt: 1442-1443)
- Ágnes (élt: 1446-1509. március 15.)
- Mária (élt: 1448. március 20-1475)
- Bona (élt: 1449-1503)
- Anna (élt: 1452-?).

### Házassága, gyermekei
1443. március 11-én a másfél éves hercegnőt eljegyezték a négyesztendős Szász Frigyessel (1439–1451), II. Frigyes szász választófejedelem legidősebb fiával, ám a házassági megállapodást ismeretlen okok miatt végül felbontották. 
Kevesebb mint 8 évvel ezután, 1451. február 14-én, a kilenc és fél esztendős Sarolta nőül ment az akkor már 27 éves francia dauphinhez (trónörököshöz), a későbbi XI. Lajos francia királyhoz, VII. Károly francia uralkodó és Anjou Mária legidősebb fiához, habár a francia király nem járult hozzá a frigyhez, ami a dauphinnek immár a második házassága volt, ugyanis első felesége, Skóciai (Stuart) Margit 1445. augusztus 16-án, 20 évesen, gyermektelenül halt meg, kilenc évnyi házasság után. Állítólag Sarolta és Lajos frigye pont olyan boldogtalan volt, mint amikor még Margit volt a trónörökösné, mivel a dauphin igencsak elhanyagolta ifjú feleségét, annak minden előnyös tulajdonsága ellenére is. Például amikor a férfi harcba szállt a francia koronáért, egy időre magára hagyta hitvesét Burgundiában, ahol mindketten száműzetésben voltak, hogy megvédje jogos örökségét. Sarolta királynét addig is Bourbon Izabella gondjaira bízta, aki Merész Károlynak, Burgundia urának volt a hitvese. A korabeli feljegyzések szerint Sarolta így vélekedett Izabelláról: „Miközben ő egy ízig-vérig királyi hercegnő volt, mégsem olyan személy, akiben egy férfi nagy örömét lelhetné, ám bárhogy is, de dicséretére váljék, az, hogy milyen kitűnő ízléssel bír, s hogy milyen gyönyörű otthoni könyvtára.”
1461. július 22-én a 19 éves asszony hivatalosan is Franciaország királynéja lett, s ezt a státuszát egészen férje haláláig (1483. augusztus 30.) sikerült is megőriznie, akinek házasságuk 32 és fél éve alatt összesen nyolc gyermeket adott, habár közülük csupán hárman élték túl a csecsemőkort:
- Lajos (élt: 1458-1460)
- Joákim (élt: 1459-1459)
- Lujza (élt: 1460-1460)
- Anna (élt: 1461. április 3.–1522. november 14.), Bourbon hercegnéje, Thouars vikomtnéja 1468-tól 1473-ig, Franciaország régensnője 1483-tól 1491-ig, II. Péter bourbon herceg hitvese. Leányuk: Bourbon Zsuzsanna hercegnő.
- Johanna (élt: 1464. április 23.–1505. február 4.), Berry hercegnéje, rövid ideig XII. Lajos francia király első felesége, ám frigyüket gyorsan érvénytelenítették, mivel az asszony nem szült gyermeket.
- Ferenc (élt: 1466-1466)
- Károly (élt: 1470. június 30.–1498. április 7.), a későbbi VIII. Károly francia király, felesége Bretagne-i Anna hercegnő, aki négy gyermeket szült neki, három fiút és egy leányt, ám egyikük sem élte túl édesapját.
- Ferenc (élt: 1472–73)

### Elhunyta
Szinte egész élete magányban telt, ahogyan utolsó hónapjai is, ugyanis férje halála (1483. augusztus 30.) után mindössze három hónappal, 1483. december elsején, alig 42 évesen, Amboise városában hunyt el. Nyolc gyermeke közül csak hárman élték túl: Anna, Johanna, és Károly. Az özvegy királynét férje mellé temették, a Notre-Dame de Cléry Bazilikába, a franciaországi Cléry-Saint-André városába. 1521-ben kihalt Sarolta családfája, ugyanis egyetlen unokája, Zsuzsanna gyermektelenül halt meg.

### Fordítás
- Ez a szócikk részben vagy egészben az Charlotte of Savoy című angol Wikipédia-szócikk ezen változatának fordításán alapul.  Az eredeti cikk szerkesztőit annak laptörténete sorolja fel. Ez a jelzés csupán a megfogalmazás eredetét és a szerzői jogokat jelzi, nem szolgál a cikkben szereplő információk forrásmegjelöléseként.